# Traun (Donau)
Die Traun ist ein 153 km langer rechter Nebenfluss der Donau in Oberösterreich (Österreich). Der mittlere Abfluss beträgt 135 m³/s, sie entwässert den überwiegenden Teil des Salzkammerguts. Östlich der Traun erstreckt sich das Traunviertel bis zur Enns.

## Etymologie
Der Fluss wurde zwischen 798 und 814 („super Trůnam fluvium“) erstmals urkundlich erwähnt.
Der Flussname Traun leitet sich vermutlich aus dem keltischen Wort druna (die Laufende) ab. Dieser Flussname wurde von den Römern später übernommen.

## Geographie

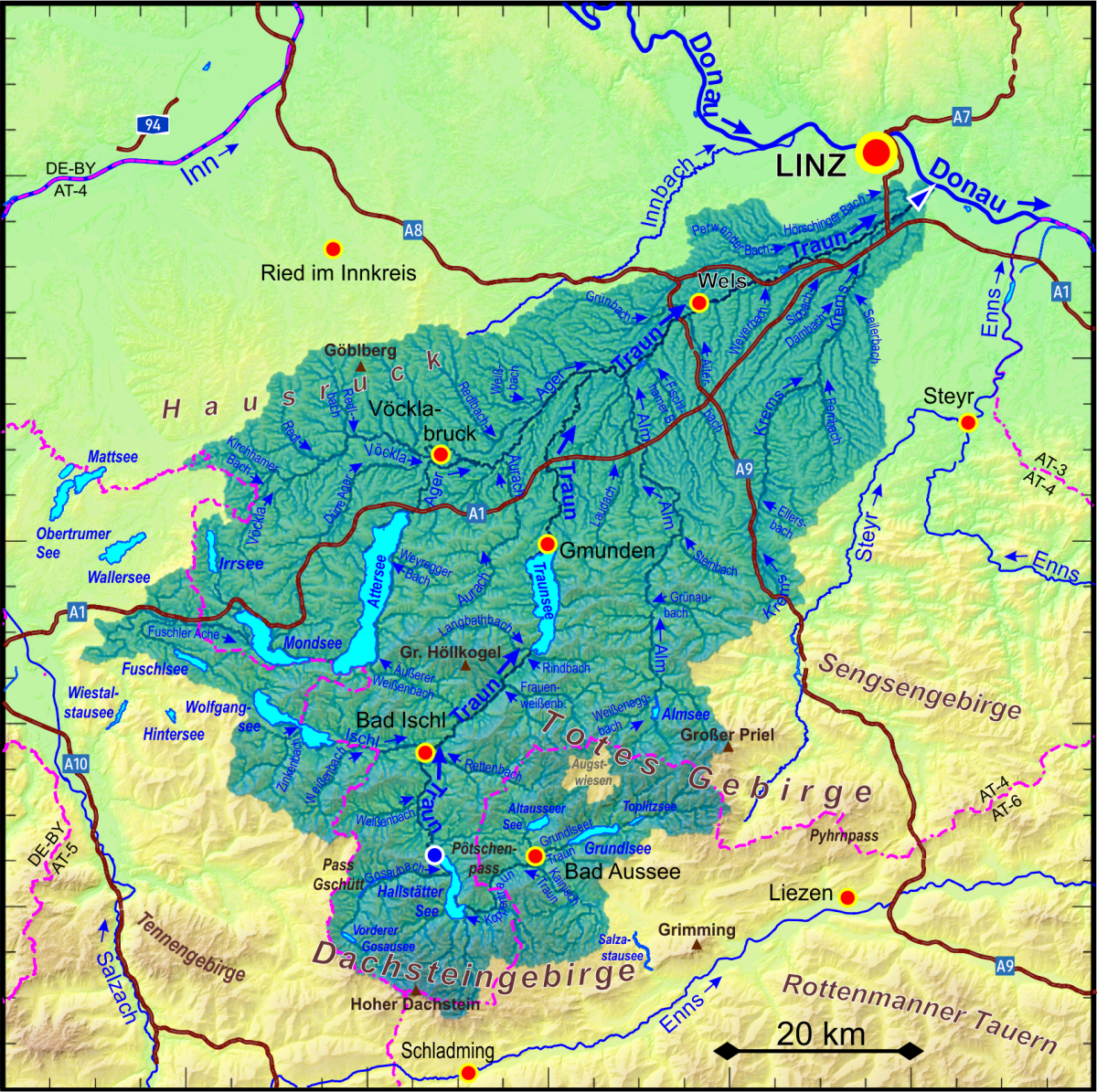
Einzugsgebiet der Traun

### Lauf der Traun
Die Traun entspringt in der Steiermark im Toten Gebirge als Grundlseer Traun in einer Quelle, dem Traunursprung hinter dem Kammersee, durchfließt den Toplitzsee und anschließend den Grundlsee. Zwischen Toplitzsee und Grundlsee heißt der Verlauf Toplitz oder Toplitzbach.
In Bad Aussee vereinigt sich die Grundlseer Traun mit der Altausseer Traun (vom Altausseer See) und wird auch Badausseer Traun, amtlich Vereinigte Traun genannt.
Kurz danach, bei Unterkainisch, fließt die Kainischtraun (als Ödenseetraun vom Ödensee und Riedlbach-Traun vom Hochmühleck) zu, ab hier heißt sie Koppentraun. Dieser obere Einzugsbereich (ohne Ödensee) ist das Ausseerland als Nordteil des steirischen Salzkammerguts. Die Koppentraun fließt westwärts durch eine Schlucht mit der Talenge Koppenpass, bis sie sich am Dachsteinmassiv nach Norden wendet und den Hallstätter See speist.
Erst ab dem See-Austritt heißt sie endgültig Traun. Sie durchquert im Mittellauf, anfangs Goiserer Traun genannt, das innere Salzkammergut und Bad Ischl, wo sie die Ischl vom Wolfgangsee aufnimmt, Ischler Traun und dann Ebenseer Traun genannt wird, und die nordöstliche Richtung beibehält. Sie fließt am Höllengebirge entlang und bei Ebensee in den Traunsee. Nach dem Austritt aus dem am Traunstein gelegenen See in Gmunden heißt sie auch Gmundner Traun, verlässt die Salzkammergutberge und tritt ins Alpenvorland ein.
Bei Stadl-Paura nimmt sie die Ager vom Attersee her auf, ihren größten Seitenfluss, und fließt an Wels vorbei durch die flache Welser Heide und tangiert die Stadt Traun. An der Grenze zwischen Ansfelden und Linz wird an der Traunwehr ein großer Teil der Wassermenge in einen Kanal abgeleitet, der das Kraftwerk Linz-Kleinmünchen speist.
Die Traun mündet im Stadtgebiet von Linz, an der Grenze zwischen den Stadtteilen Pichling und Industriegebiet-Hafen (Werksgelände der voestalpine), in die Donau.

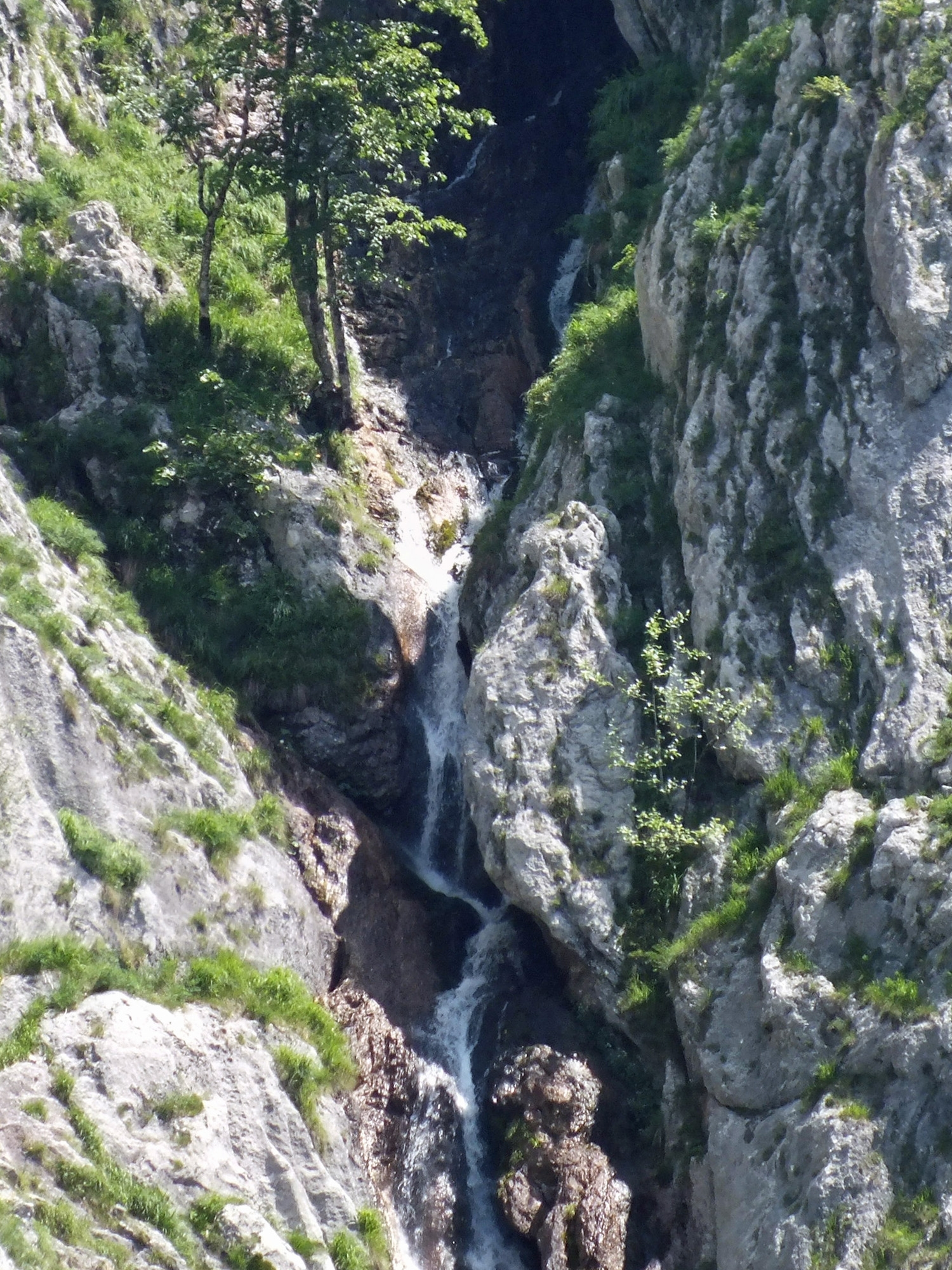
Der Traunursprung oberhalb des Kammersees
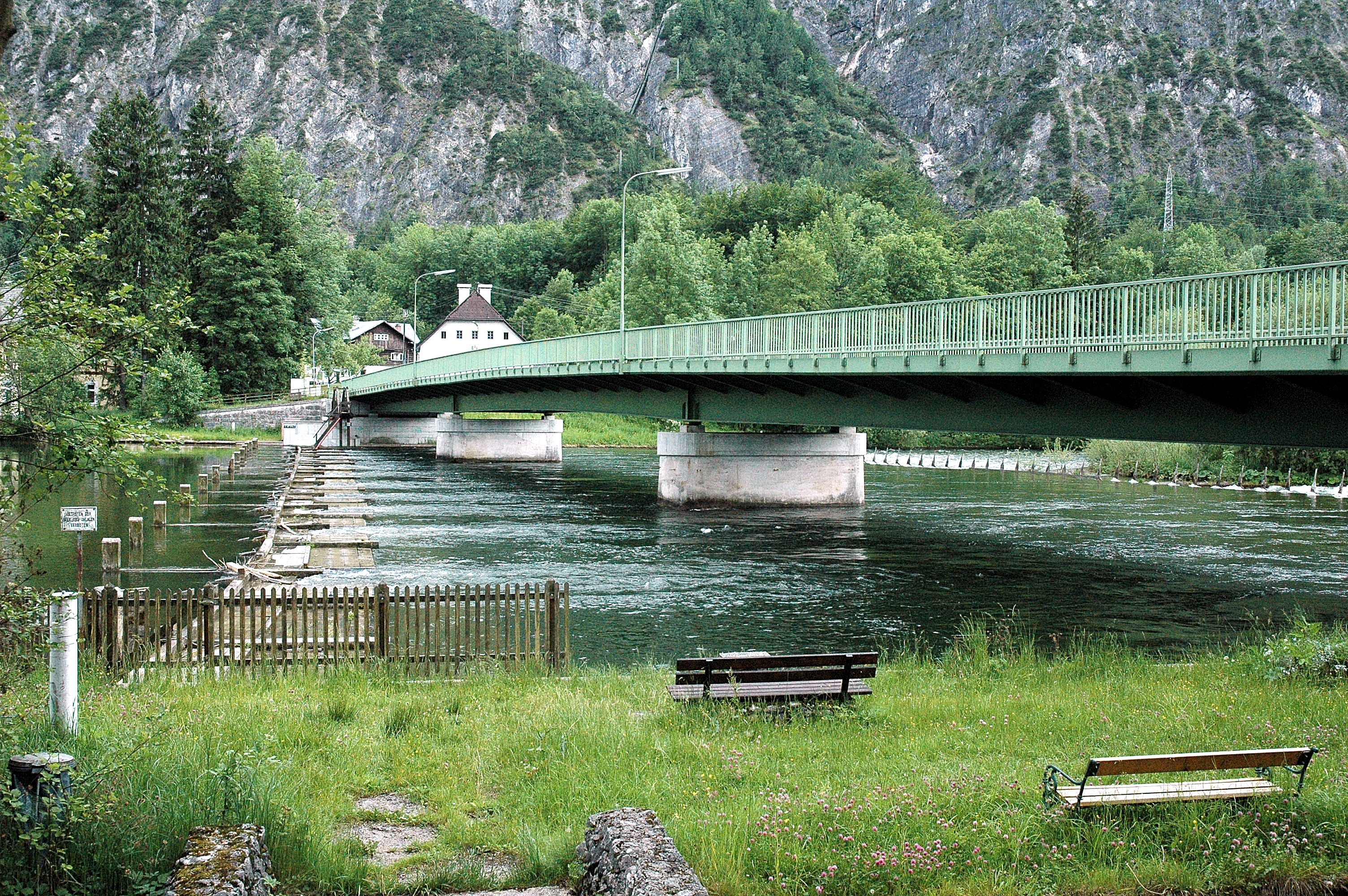
Traunbrücke am Ausfluss aus dem Hallstätter See, OÖ
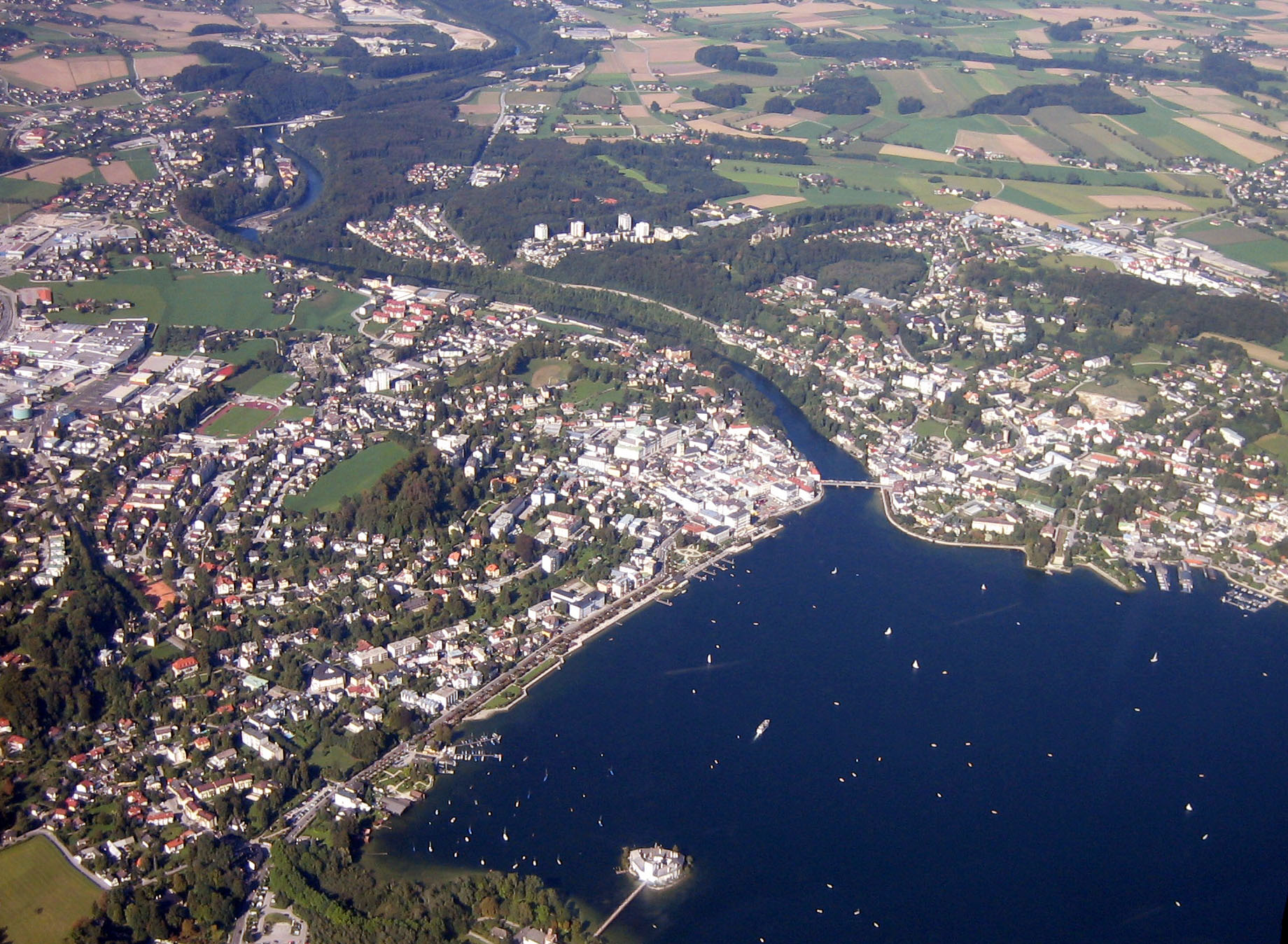
Ausfluss der Traun aus dem Traunsee
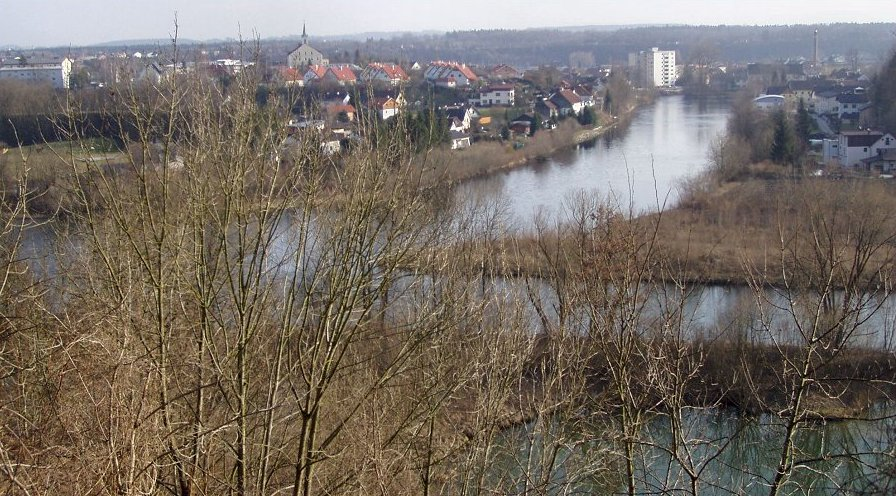
Mündung der Ager (von Westen kommend, rechts) in die Traun (von Süden kommend, Mitte)
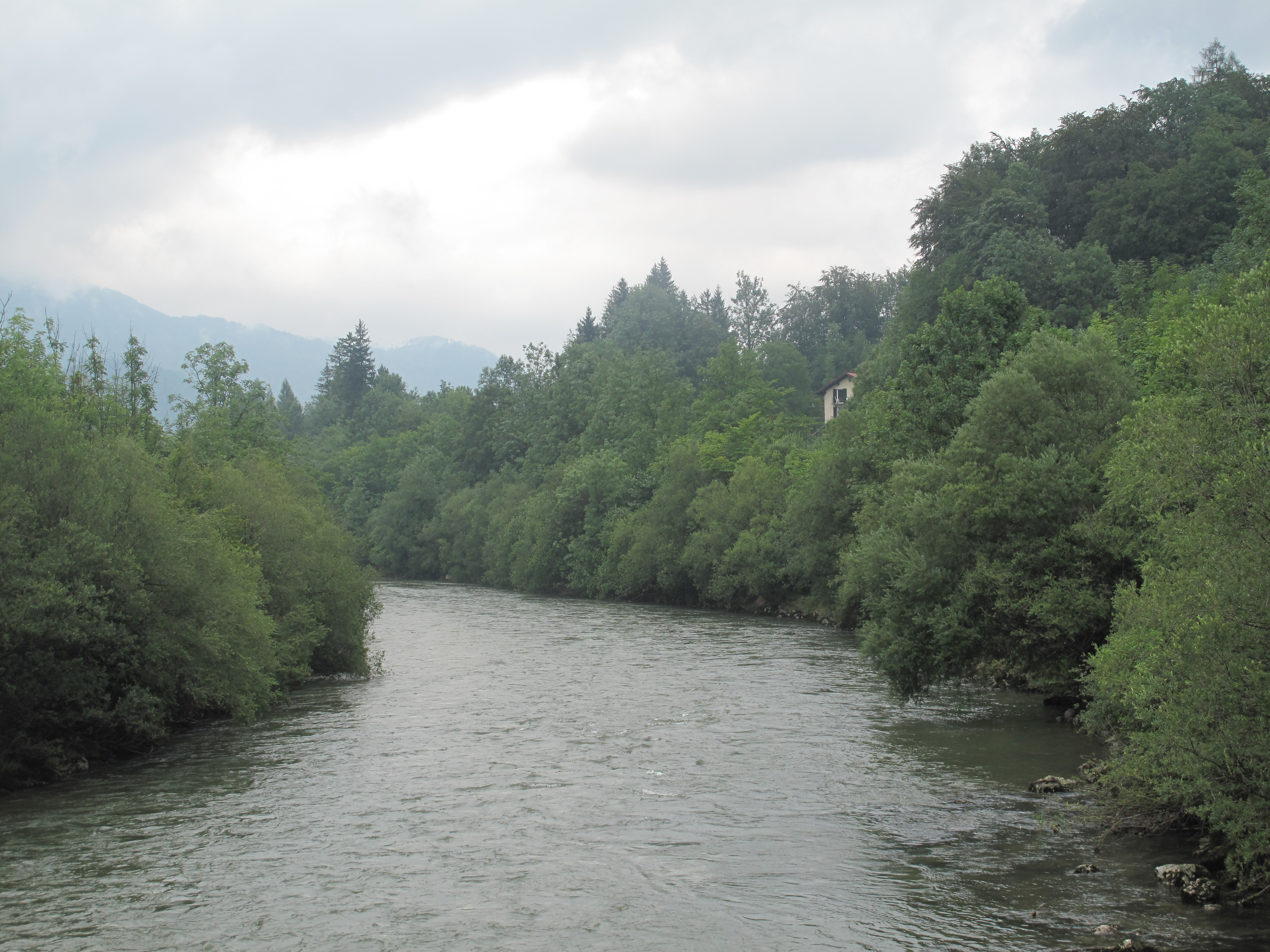
Die Traun bei Lauffen
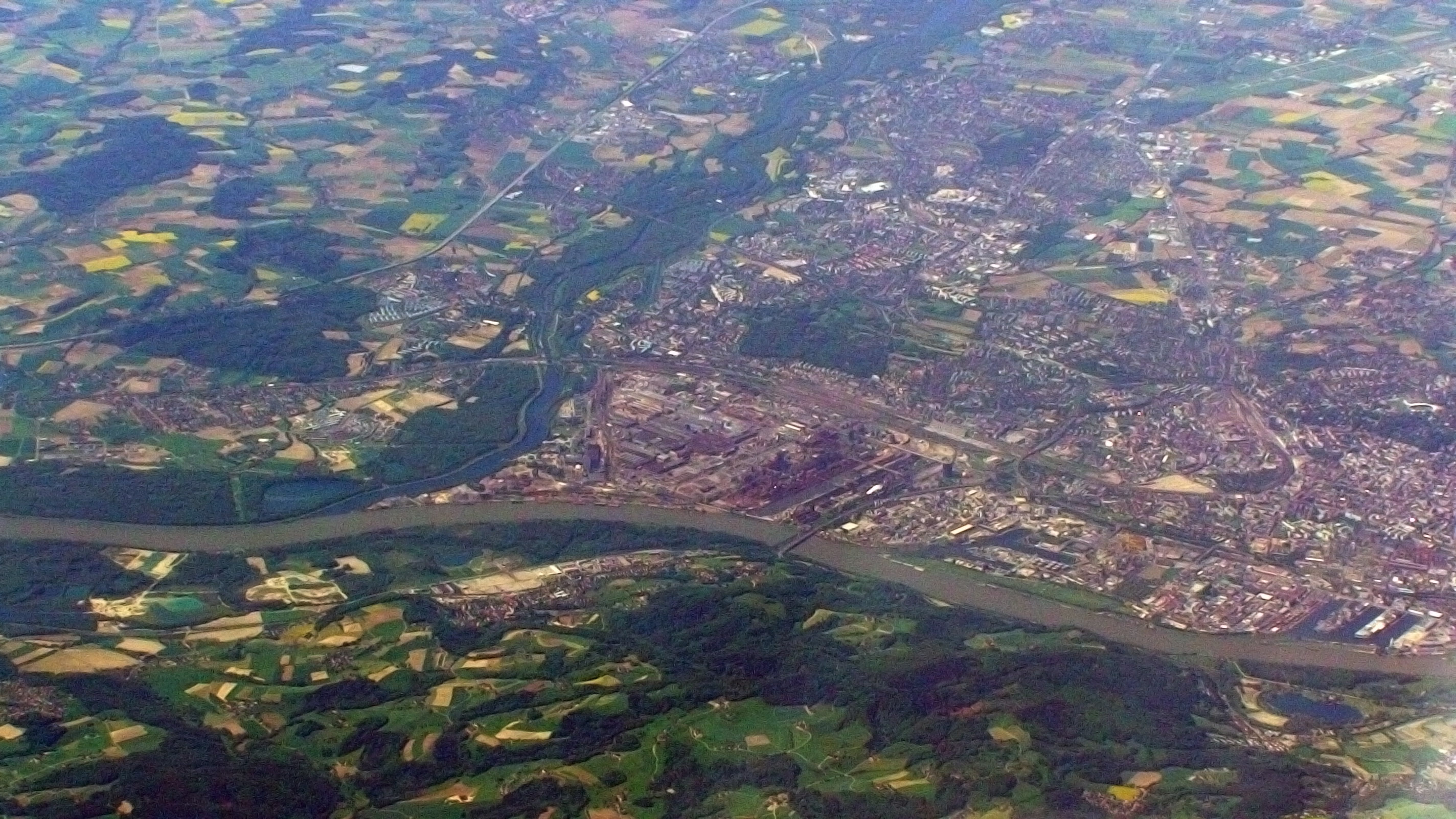
Traunmündung in Linz

### Abschnitte des Trauntals
Das Tal der Traun ist deutlich gegliedert und umfasst flussaufwärts folgende Regionen:
- Unteres Trauntal von der Donau bei Linz bis Stadl-Paura, Einmündungen von Alm und Ager, Flach- und Hügelland der Welser Platte
- Traunschlucht bis zum Traunfall, ein Eintiefungsabschnitt in die Ager-Traun-Terrassen des Alpenvorlandes
- Mittleres Trauntal, zwischen Traunsee und Hallstättersee, zwischen Höllengebirge/Zimnitz und Traunstein-Gruppe bis Bad Ischl, und Osterhorngruppe und Totem Gebirge flussaufwärts, umfasst mit Traunsee und Ischler Becken (Ischlerland) zwei Talkessel (Raumeinheit Salzkammergut-Talungen – zu der auch die Nebentäler der Ischl und des Gosaubaches gehören)
- Engtal der Koppentraun, zwischen Dachsteinmassiv und Sarstein
- Ausseerland mit den Quellflüssen und -seen, Talkessel zwischen Dachsteinmassiv und Totem Gebirge

Nicht mehr Trauntal im eigentlichen Sinne ist der Nordteil des Hinterberger Tals (obere Kainischtraun), das als Talpass-Landschaft eher der inneralpinen Ennstal-Region zugerechnet wird.

### Zuflüsse (flussabwärts)
| Quellflüsse: Grundlseer Traun, Altausseer Traun, Kainischtraun | |
| Linke Zuflüsse: - Waldbach, im Hallstättersee bei Lahn - Mühlbach, im Hallstättersee bei Hallstatt Markt - Gosaubach, im Hallstättersee - Weißenbach, zwischen Bad Goisern und Lauffen - Ischl, bei Bad Ischl - Mitterweißenbach, bei Mitterweißenbach, zwischen Bad Ischl und Ebensee - Langbathbach, bei Ebensee - Ager, in Stadl-Paura - Schwaigerbach, in Lambach | Rechte Zuflüsse: - Zlambach, im Hallstättersee bei Steeg - Rettenbach, bei Bad Ischl - Frauenweißenbach mit Offenseebach vom Offensee, im Ebenseer Ortsteil Langwies - Rindbach, im Traunsee, im Ebenseer Ortsteil Rindbach - Wasserloser Bach, in Gmunden - Alm, nach Lambach, im Gemeindegebiet von Fischlham - Aiterbach, bei Thalheim bei Wels - Sipbach, bei Haid in der Gemeinde Ansfelden - Krems, im Linzer Stadtteil Ebelsberg |
| und zahlreiche weitere kleine Bäche im Flussverlauf | |

## Wasserqualität
Die Traun war früher in ihrem Unterlauf durch Industrie (z. B. die Papierfabriken in Laakirchen) und den Zufluss der stark belasteten Ager (Zellstofffabrik Chemiefaser Lenzing) sehr verunreinigt und wies streckenweise nur Güteklasse IV auf. Heute hat sie im gesamten Verlauf Güteklasse I oder II, man hat also auch in Wels ein paar Meter Sicht.
Der Oberlauf der Koppentraun ist ein berühmtes Fischgewässer, das über etliche Kilometer ein natürliches Flussbett bietet. Der Durchbruch der Koppentraun ist als Paddelgewässer gefürchtet gefährlich. Der Traunfall bei Steyrermühl ist einer der wenigen Flusstauchplätze für Taucher und Schnorchler in Österreich.

## Geschichte

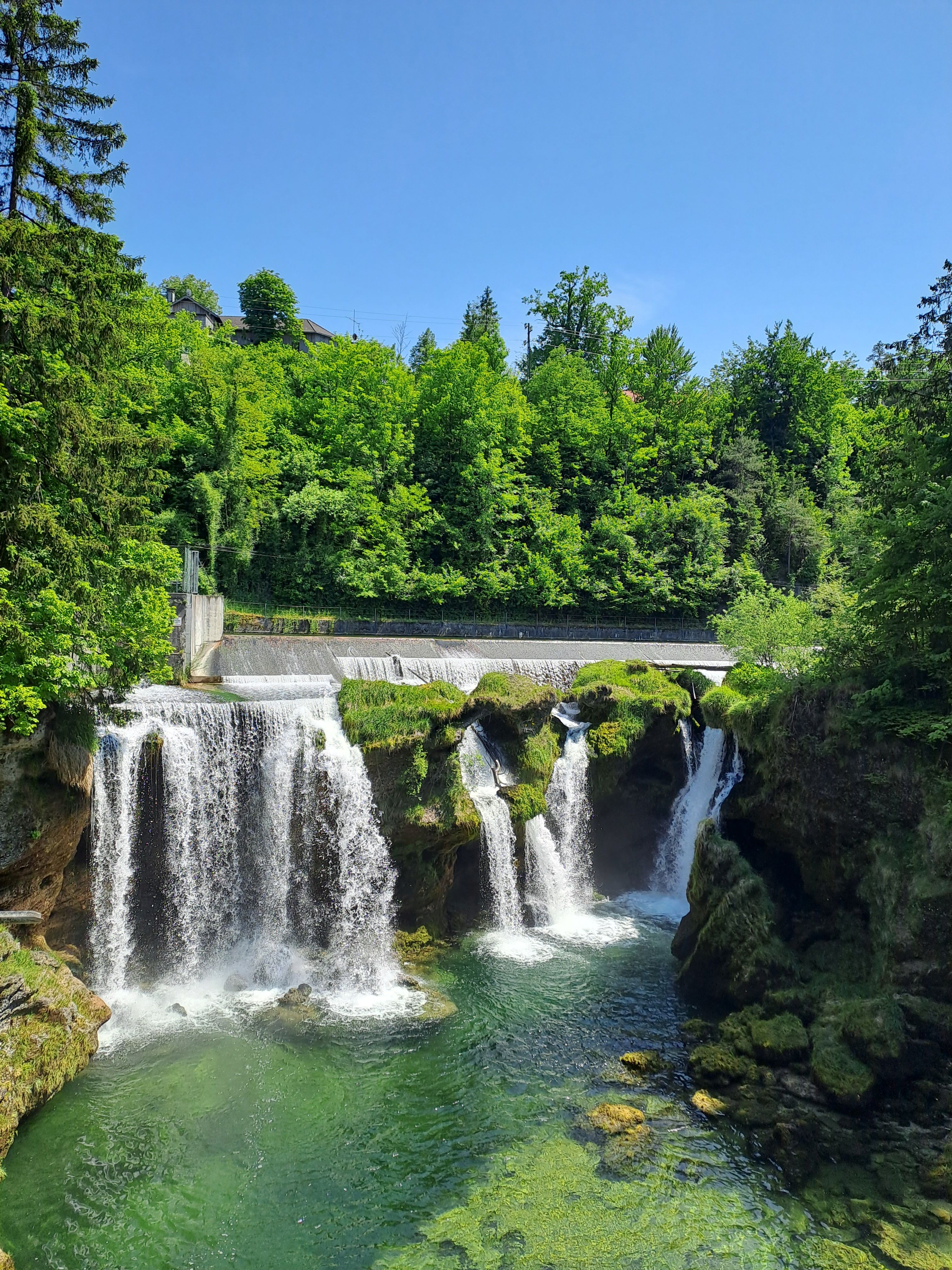
Traunfall bei Steyrermühl, Niedrigwasser

Die Traun wurde in der Römerzeit vom Traunfall bis zur Mündung in die Donau mit flachen Kähnen befahren. Weiters war die Traun sehr wichtig für den Salz- und Holztransport. Die Salzschiffe wurden ursprünglich an ihrem Endhafen an der Donau als Brenn- und Bauholz verkauft, was neben dem Sudwesen zur weiteren Erhöhung des Holzverbrauchs im Salzkammergutes beitrug. Um die Wälder vor Raubbau zu bewahren, ordnete Kaiser Maximilian 1509 die Rückführung der entleerten Salzzillen an ihre Ausgangsorte an. Die Traunbauern zogen mit ihren schweren Pferden die Zillen von Zizlau (Salzhafen an der Donau bei Linz) bis Stadl zurück. Von hier besorgten den Gegenzug bis Gmunden die Roithamer „Fallbauern“ und von Ebensee bis Hallstatt die Ebenseer Rossbauern. Mit den Gegenzügen wurden auch Lebensmittel (vorwiegend Hofkorn) für die Berg- und Salinenarbeiter in das Salzkammergut geführt. Die Schifffahrt auf der Traun wird im Schiffleutmuseum in Stadl-Paura dargestellt.
Im Bundesheer der Ersten Republik wurden unter der Führung von Generalstabschef Feldmarschallleutnant Alfred Jansa Pläne zur Abwehr eines deutschen Angriffes auf Höhe der Traunlinie ausgearbeitet.

## Wirtschaft
Heute sind vor allem die Kraftwerke an der Traun bedeutend.
(Engpassleistung und Regelarbeitsvermögen nach Angaben des jeweiligen Kraftwerkbetreibers. Stand: 2005 und 2010)
| Kraftwerk                                                          | Engpass- leistung (kW) | Regelarbeits- vermögen (MWh/a) | Betreiber                                       | Anmerkung/Bilder |
| ------------------------------------------------------------------ | ---------------------- | ------------------------------ | ----------------------------------------------- | --- |
| Kainischtraun Kleinwasserkraftwerk                                 |                        |                                | Österreichische Bundesforste                    | |
| Bad Aussee                                                         | 820                    | 3.000                          | Energie AG Oberösterreich                       | |
| Lauffen                                                            | 100                    | 750                            | Energie AG Oberösterreich                       | |
| Gmunden                                                            | 12.200                 | 48.000                         | Energie AG Oberösterreich                       | |
| Kohlwehr                                                           | ?                      | ?                              | UPM-Kymmene Austria GmbH (ehem. Steyrermühl AG) | |
| Fabriksturbine der UPM-Kymmene Austria GmbH (ehem. Steyrermühl AG) | ?                      | ?                              | UPM-Kymmene Austria GmbH (ehem. Steyrermühl AG) | |
| Gschröff                                                           | ?                      | ?                              | UPM-Kymmene Austria GmbH (ehem. Steyrermühl AG) | |
| Siebenbrunn                                                        | ?                      | ?                              | UPM-Kymmene Austria GmbH (ehem. Steyrermühl AG) | Kraftwerk Siebenbrunn |
| Traunfall                                                          | 9.850                  | 58.000                         | Energie AG Oberösterreich                       | |
| Kemating                                                           | ? 1.500                | ?                              | UPM-Kymmene Austria GmbH (ehem. Steyrermühl AG) | |
| Stadl Paura                                                        | 3.600                  | 19.000                         | Energie AG Oberösterreich                       | |
| Lambach                                                            | 13.900                 | 73.000                         | Energie AG Oberösterreich                       | Kraftwerk Lambach |
| Breitenbach NEU                                                    | 2.700                  | 13.700                         | Wels Strom GmbH                                 | |
| Traunleiten (Gemeinde Steinhaus)                                   | 10.000                 | 75.000                         | Wels Strom GmbH                                 | Kraftwerk Traunleiten |
| Marchtrenk                                                         | 42.800                 | 173.000                        | Energie AG Oberösterreich                       | Kraftwerk Marchtrenk |
| Traun-Pucking                                                      | 45.800                 | 215.000                        | Energie AG Oberösterreich                       | Kraftwerk Traun-Pucking |
| Traunwehr                                                          | 1.300                  | ?                              | Linz AG                                         | Kraftwerk Traunwehr an der Stadtgrenze zwischen Linz / Ansfelden (nutzt Restwassermenge, die nicht in den Oberwasserkanal geleitet wird) |
| Linz Kleinmünchen                                                  | 10.000                 | 70.000                         | Linz AG                                         | Kleinkraftwerk Kleinmünchen (am Oberwasserkanal)                                                                                         |

## Wappen mit Traunmotiven

Wels
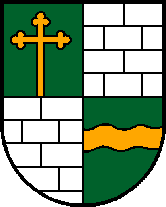
Steinerkirchen
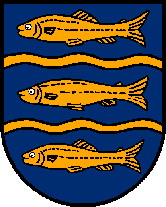
Fischlham
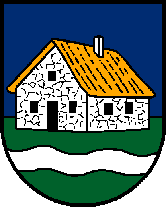
Steinhaus
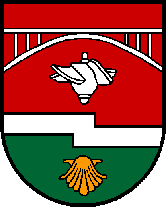
Roitham am Traunfall
Laakirchen

Die Traun hat Eingang in die Wappen mehrerer Städte und Gemeinden, die an der Traun liegen, gefunden. So zeigen beispielsweise die Wappen von Wels („grüner, gewellter Schildfuß“), Steinerkirchen an der Traun („Wellenband“), Fischlham („goldene Wellenleiste“), Steinhaus („silberner Wellenbalken“), Stadl-Paura, („silberne Wellenleiste“), Desselbrunn („von Silber und Blau gespaltene Flanke“) und Laakirchen („silberner Wellenbalken“) Symbole für die Traun. Das Wappen von Roitham am Traunfall verweist auf den Traunfall mit Kraftwerk und Brücke.

## Medien
- Die Traun – Lebensweg eines Gebirgsflusses. Dokumentation, ORF Universum, Regie: Erich Pröll, Klaus Feichtenberger, Produzent: Pröll Film Produktion GmbH.
- Traun – Ein Fluss wie ein Kristall. Dokumentation, ORF-Film von Erich Pröll und Klaus Feichtenberger.